# Amerikaanse oehoe
De Amerikaanse oehoe (Bubo virginianus) is een algemene uilensoort van het Amerikaanse continent.

## Kenmerken

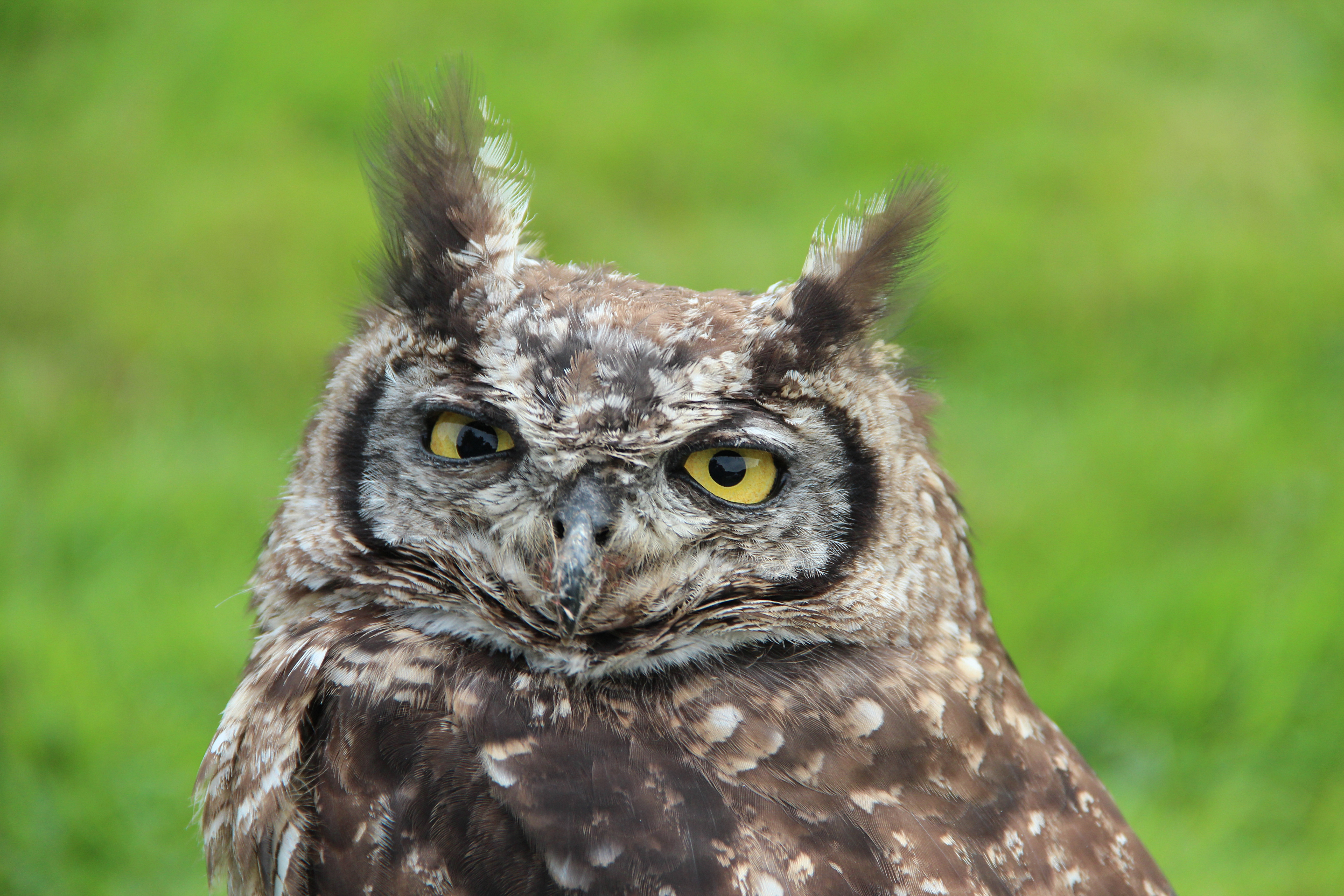
Zijn doordringende gele ogen en zijn grote kuifreigers

Met een grootte van 43–55 cm is de oehoe een van de grootste uilensoorten, maar een slag kleiner dan de Europese oehoe. Het dier heeft duidelijk horizontale oorpluimen. Het verenkleed is bruin.

## Leefwijze
's Nachts gaat deze soort op jacht naar kleine zoogdieren, vogels, reptielen en ongewervelde dieren. De grootte van de prooi varieert van grote insecten tot skunks, konijnen en ruigpoothoenders. De oehoe gebruikt vaak verlaten nesten van buizerds als nest. Daarnaast nestelt hij ook in grote boomholten of menselijke bouwsels.

## Verspreiding en leefgebied
Deze vogel is in een groot aantal biotopen te vinden: laagland- en bergbossen, savannes, bouwland en zelfs voorsteden.
De soort telt 15 ondersoorten:
- B. v. algistus: westelijk Alaska.
- B. v. lagophonus: van centraal Alaska tot noordoostelijk Oregon, Idaho en noordwestelijk Montana.
- B. v. saturatus: van de zuidoostkust van Alaska tot de noordkust van Californië.
- B. v. pacificus: van de kust van centraal Californië tot noordwestelijk Baja California.
- B. v. subarcticus: van het westelijke deel van Centraal-Canada tot noordelijk Idaho.
- B. v. pallescens: van de zuidwestelijke Verenigde Staten tot zuidelijk Mexico.
- B. v. pinorum: van zuidelijk Idaho tot noordelijk Arizona en noordelijk New Mexico.
- B. v. heterocnemis: van noordoostelijk Canada tot het gebied van de Grote Meren.
- B. v. virginianus: van zuidoostelijk Canada tot de centrale en oostelijke Verenigde Staten.
- B. v. elachistus: zuidelijk Baja California.
- B. v. mayensis: Yucatán.
- B. v. mesembrinus: van zuidelijk Mexico tot westelijk Panama.
- B. v. nigrescens: van Colombia tot noordwestelijk Peru.
- B. v. nacurutu: van oostelijk Colombia via de Guyana's tot noordoostelijk Brazilië, Argentinië, Bolivia en centraal Peru.
- B. v. deserti: noordoostelijk Brazilië.